# Aeropuerto de Berbérati
El Aeropuerto de Berbérati  (en francés: Aéroport de Berbérati)  (IATA: BBT, ICAO: FEFT) es un aeropuerto que sirve a Berbérati,  la ciudad capital de la prefectura Mambéré-Kadéï en la República Centroafricana.
El aeropuerto fue construido a una altitud de 1.929 pies (588 m) sobre el nivel medio del mar . Se ha designado una pista como 17/35 con una superficie de asfalto que mide unos 1.660 por 30 metros (5.446 pies x 98 pies).